# Кастелвекио Калвизио
Кастелвѐкио Калвѝзио (на италиански: Castelvecchio Calvisio) е село и община в Южна Италия, провинция Акуила, регион Абруцо. Разположено е на 1045 m надморска височина. Населението на общината е 158 души (към 2012 г.).